# Solo una sana e consapevole libidine salva il giovane dallo stress e dall'Azione Cattolica
Solo una sana e consapevole libidine salva il giovane dallo stress e dall'Azione Cattolica è un brano di Zucchero Fornaciari, contenuto nell'album Blue's del 1987.
Verrà inserito (in lingua spagnola) nella raccolta Diamante destinata al mercato latino e nelle altre principali raccolte del cantante, tra cui l'album Live in Italy.

## Descrizione
Come rivelato nell'autobiografia Il suono della domenica - Il romanzo della mia vita, il titolo della canzone è tratto da una frase che il professore di geometria di Zucchero era solito dire: "Ragazzi, ci vuole una sana e consapevole libidine". Il riferimento è chiaramente indirizzato all'attività sessuale, capace di liberare le persone, nell'opinione di Zucchero, dallo stress e dal bigottismo.